# Andreas Paul
Andreas Michael Paul (* 10. Oktober 1978 in Düsseldorf) ist ein deutscher Politiker (AfD). Er ist seit November 2017 Parteimitglied und Ratsherr in Oldenburg. Seit 2025 ist er Mitglied des Deutschen Bundestages.

## Werdegang
Paul wurde 1997 Soldat auf Zeit für 4 Jahre in der Mannschaftslaufbahn. Danach schlug er die Unteroffizierslaufbahn ein.  Nach Aufstieg in die Laufbahn der Offiziere des militärischen Fachdienstes wurde er eingesetzt als Abteilungsleiter im Personalwesen.  2017 wurde er zum Hauptmann befördert.
Er wurde zum Bürokaufmann ausgebildet und erwarb später den Abschluss als  staatlich geprüfter Betriebswirt. Neben seiner Laufbahn bei der Bundeswehr war er Personalleiter in einer Zeitarbeitsfirma sowie Berater und Leiter eines Teams in einer Wirtschaftskanzlei.

## Politische Laufbahn
Seit 2017 ist Paul Mitglied in der Alternative für Deutschland (AfD). Kurz nach Eintritt in die Partei wurde er bereits 2017 zum Bundestagsdirektkandidaten im Wahlkreis 27 (Oldenburg-Ammerland) gewählt, zog aber nicht in den Bundestag ein. 2017 wurde er in den Kreisvorstand zuerst kooptiert und später zum Schriftführer gewählt. Mit Neugründung des Kreisverbandes Oldenburg Stadt wurde er zum Kreisvorsitzenden (Sprecher) gewählt und 2021 sowie 2023 ohne Gegenstimmen in dem Amt bestätigt. 2021 wurde er erneut als Direktkandidat für den Wahlkreis 27 gewählt und zog erneut nicht in den Bundestag ein. Eine Kandidatur auf einen Listenplatz lag nicht vor. Zwischenzeitlich wurde er 2018 in den Landesvorstand der AfD Niedersachsen als Schriftführer gewählt. Bei Neuwahl des Landesvorstandes trat er nicht erneut an und begründete dies mit der Aufgabe als Kreisverbandsvorsitzender bei Neugründung des Kreisverbandes. Seit 2022 ist er durch den Landesvorstand zum Datenschutzbeauftragten des Landesverbandes berufen worden und hat das Amt seitdem inne. Paul tritt im Landesverband zudem oft als Versammlungsleiter in Erscheinung. 2021 kandidierte er während der Kommunalwahl und zog als einziges AfD-Mitglied in den Stadtrat ein. 2025 trat Paul wieder als Direktkandidat im Wahlkreis 27 an, diesmal jedoch auch als Listenkandidat in Niedersachsen auf Platz 6. Er zog über die Landesliste in den 21. Deutschen Bundestag ein.